# Alfonso Rodríguez Olmedo
Alfonso Rodríguez Olmedo, SJ (10. března 1598, Zamora – 15. listopadu 1628, Caibaté) byl španělský římskokatolický kněz a řeholník Tovaryšstva Ježíšova, zabitý v Paraguayi, kde působil jako misionář. Katolická církev jej uctívá jako svatého mučedníka.

## Život

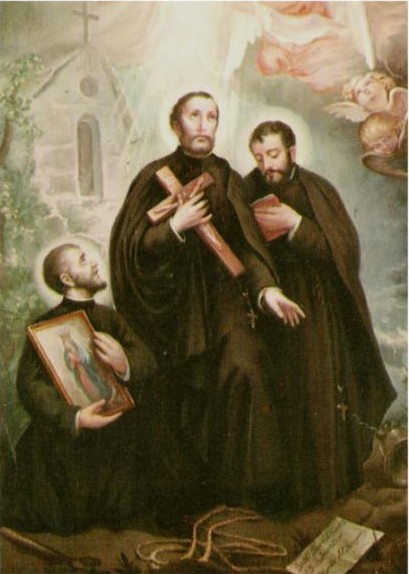
Obraz svatých Juana del Castillo, Roque Gonzáleze a Alfonse Rodrígueze

Narodil se 10. března 1598 ve městě Zamora. Rozhodl se vstoupit do jezuitského řádu a ve Villagarcía de Campos u Valladolidu absolvoval svůj noviciát. Poté byl poslán jako misionář do Paraguaye, kam odplul pod vedením kněze Juana de Viana z portugalského Lisabonu.
V roce 1626 byl vyslán na misie mezi národy Guaycuru, které obývaly území u Asunciónu, na druhé straně řeky Paraguay. Byl prvním misionářem, který se naučil místní jazyk, a jeho posláním bylo kázat, usnadňovat šíření víry a zajišťovat slušné životní podmínky pro domorodé obyvatelstvo.
Roku 1628 se vydal na misie mezi Guaraníe při řece Paraná a poté do Itaipú. Byl pověřen, aby doprovázel Roqueho Gonzáleze de Santa Cruz při založení města Todos los Santos de Caaró na východním břehu řeky Uruguay. Nheçu, čaroděj a místní náčelník, se však proti projektu postavil a vydal rozkaz misionáře zabít. 15. listopadu 1628, když se shromáždili na náměstí, aby byli svědky instalace zvonu, se náhle objevili domorodí obyvatelé, kteří byli náčelníkovi přívrženci, a uprostřed zmatku udeřili Roqueho Gonzáleze do hlavy. Když Rodríguez uslyšel hluk, opustil kostel a byl také ubit k smrti kamenným kladivem zvaným itaizá. Jejich těla byla odvlečena do kostela a spálena spolu s obrazy a sochami. Stejný osud potkal o několik dní později i Juana de Castilla, který byl 17. listopadu 1628 taktéž zavražděn. Hrobka tří mučedníků se nachází ve svatyni Caaró v Caibaté.

## Úcta
Beatifikační proces jeho a jeho dvou společníků započal dne 13. července 1932, čímž obdrželi titul služebníci Boží. Dne 3. prosince 1933 podepsal papež Pius XI. dekret o jejich mučednictví. Blahořečeni pak byli tímtéž papežem dne 28. ledna 1934.
Dne 28. března 1988 byl uznán zázrak na jejich přímluvu, potřebný pro jejich svatořečení. Svatořečeni byli dne 16. května 1988 ve čtvrti Ñu Guazú v Asuncionu papežem sv. Janem Pavlem II. během jeho apoštolské návštěvy Paraguaye a dalších zemí.
Jeho památka je připomínána 16. listopadu. Bývá zobrazován v kněžském oděvu.